# كولن تالبوت
كولن تالبوت (بالإنجليزية: Colin Talbot)‏ هو عالم سياسة بريطاني، ولد في 1952.